# Allein
Allein är en kommun i Aostadalen i nordvästra Italien.Kommunen hade 219 invånare (2017) och har italienska och franska som officiella språk. Allein gränsar till kommunerna Doues, Etroubles och Gignod.